# Claire Anderson
Claire Anderson, es un personaje ficticio de la serie de televisión australiana All Saints, interpretada por la actriz Ella Scott Lynch del 4 de noviembre del 2008 hasta el 27 de octubre del 2009.

## Biografía
De joven tuvo que ver a su padre luchar con su alcoholismo y las cosas empeoran cuando Claire se enamora de Ian Kingsley, un hombre que tenía el mismo problema que su padre y que la golpeaba, por lo que pronto se vio dando excusas para los ojos negros y labios partidos como su madre solía hacer, sin embargo cuando su novio pierde su empleo y se desquita con ella, Claire decide que ya había sufrido lo suficiente, termina con él y se va de Australia Occidental.
Decidida a comenzar de nuevo Claire se muda a Nueva Galés del Sur y llega al hospital "All Saints" en el 2008 para ocupar el lugar de la enfermera Erica Thempleton quien había sido asesinada, lo que al inicio no le gusta al enfermero Dan Goldman el esposo de Erica. 
Pronto Claire se muestra como una persona vibrante y compasiva con los pacientes, lo que es evidente para las personas que la rodean y lo que ocasiona que tanto pacientes, como doctores y enfermeros confíen en ella con rapidez y acudan a ella cuando necesitan consejos. Poco después comienza una relación con el doctor Steven "Steve" Taylor.
En el 2009 Claire es agredida sexualmente por su exnovio Ian, lo que ocasiona que Steve busque vengarse, más tarde Ian es arrestado y poco después Claire decide terminar su relación con Steve.